# Kakoi Hirotsugu
Hirotsugu Kakoi (sinh ngày 10 tháng 7 năm 1987) là một cầu thủ bóng đá người Nhật Bản.

## Sự nghiệp câu lạc bộ
Hirotsugu Kakoi đã từng chơi cho Sagan Tosu.